# La Prière au Jardin des Oliviers
La Prière au Jardin des Oliviers – en italien Orazione di Cristo nell'orto di Gethsemani – est un tableau du peintre italien Andrea Mantegna, réalisé en 1459. Cette tempera sur bois est une peinture chrétienne qui illustre un épisode du Nouveau Testament appelé l'Agonie à Gethsémani, juste avant l'arrestation de Jésus. Elle représente le Christ en prière dans le Jardin des Oliviers, tandis que trois disciples dorment à ses pieds et des soldats romains s'approchent dans le lointain. Panneau de la prédelle du retable de San Zeno, l'œuvre fait partie des spoliations napoléoniennes et est aujourd'hui conservée au musée des Beaux-Arts de Tours, à Tours, en France.